# BanG Dream! Girls Band Party! Pico
BanG Dream! Girls Band Party! Pico (バンドリ！ ガールズバンドパーティ！ピコ?) es una serie de anime corto chibi japonesa de Bushiroad. Fue producido por Sanzigen en colaboración con DMM.futureworks, es un spin-off de la serie principal BanG Dream! con personajes del juego móvil BanG Dream! Girls Band Party!.
Un manga basado en el programa BanG Dream! Garupa Pico Comic Anthology, fue lanzada el 14 de marzo de 2019 por Bushiroad y Kadokawa Corporation. La antología presenta cómics de 17 artistas, incluido Miyajima, quien ilustró la portada y el capítulo inicial.

## Producción y lanzamiento
La primera temporada se emitió del 5 de julio al 27 de diciembre de 2018, y los episodios se transmitieron en vivo por BanG Dream. Programa de variedades de TV, Tokyo MX, SUN y online en YouTube. El programa, que consta de 26 episodios de tres minutos, se emitió de julio a diciembre. Consisting of 26 three-minute episodes, the show aired from July to December.
Una segunda temporada titulada BanG Dream! Girls Band Party! Pico: Ohmori se emitió del 7 de mayo al 29 de octubre de 2020. Los episodios se transmitieron en vivo en YouTube y Periscope para BanG Dream!. La temporada de 26 episodios se desarrolló de mayo a octubre.
BanG Dream! Girls Band Party! Pico Fever! se emitió del 7 de octubre de 2021 al 31 de marzo de 2022.
El programa utiliza tres temas musicales de los vocalistas de la franquicia: "¡Pico! ¡Papi! ¡Girls Band Party! ¡PICO!!!" (Pico), ""One Extra Large! Garupa Pico" (Ohmori) y "¡Fiebre Picotarumono!" (¡Fiebre!). Los dos primeros temas fueron lanzados como sencillos el 22 de agosto de 2018 y el 12 de agosto de 2020, respectivamente; "Quintuple Smile" y "TWINKLE CiRCLE", ambos temas musicales del juego, fueron pistas conjuntas. Ryota Suemasu y Asuka Oda de Elements Garden fueron el compositor y letrista del primer tema, respectivamente, y Junpei Fujita se hizo cargo de la composición del segundo.
Seiya Miyajima es el director y diseñador de personajes animados de ambas temporadas, mientras que Takaaki Kidani es el productor ejecutivo. Elements Garden supervisa la producción musical, con Noriyasu Agematsu y Fujita como productores. Sanzigen y Dmm.futureworks cuentan con la asistencia de animación de Passione y Creators in Pack. Las actrices de las voces del anime BanG Dream! retoma sus papeles para Pico.